# Ярополк Святославич
Яропо́лк Святосла́вич (др.-рус. Ꙗропълъкъ Свѧтославличь; ? — 11 июня 978 или 980 года) — великий князь киевский (972—978 годы), старший сын князя Святослава Игоревича. Погиб в первой междоусобице в роду Рюриковичей.

## Биография

### Ранние годы
Точные дата и место рождения Ярополка неизвестны. Имя его матери в источниках не сохранилось. Историк С. В. Алексеев предположил, что она была княжной одного из подвластных Святославу племен или градов. Поскольку она не упоминается летописями при описании осады печенегами Киева в 968 году, исследователи делают вывод, что к тому времени она уже умерла.
После ухода Святослава в поход на Дунай его дети остались в Киеве с княгиней Ольгой, которая занималась их воспитанием. По мнению историков, она знакомила юных княжичей с основами христианской веры. Их имена впервые упоминаются в летописях в связи с осадой Киева печенегами в 968 году.
Как отмечал С. В. Алексеев, изначально Святослав хотел разделить свои владения между Ярополком и Олегом. Старшему сыну он назначил Киев, Олег же получил в управление землю древлян. Это отчасти удовлетворяло самолюбие тамошней знати, помнившей о независимости и уязвленной подчинением Рюриковичам. Какой город Олег сделал столицей своих владений, точно неизвестно. По одной из версий, центром Деревской земли он определил Вручий (Овруч). Пока Святослав в Киеве готовился к походу на Балканы, к нему прибыло новгородское посольство, просившее его назначить князем Новгорода одного из трех сыновей. Ярополк и Олег отказались от этого предложения, поэтому Святослав отправил княжить в Новгород Владимира. 
Историк К. Богданов писал:
Вероятно, между братьями с самого начала сложились довольно непростые отношения. Они были рождены от разных матерей и в дальнейшем воспитывались порознь. У каждого из них были свои родичи и наставники, к советам которых они прислушивались гораздо чаще, чем следовало бы это делать. Позднее отсутствие взаимной симпатии и доверия между братьями сыграло с ними роковую роль. Амбиции наставников только усугубили разлад, наметившийся еще в их детских душах и с возрастом становившийся все сильнее

### Киевский князь
Осенью 971 года Святослав Игоревич возвращался на Русь с Балкан. Разделив свое войско, большую его часть он отправил по суше, а сам с небольшой дружиной и захваченными на Балканах пленными и добычей поплыл на ладьях. В Белобережье он был вынужден встать на зимовку, поскольку пороги на Днепре перекрыла печенежская орда хана Кури. Весной Святослав предпринял попытку прорыва и погиб. Уцелевших ратников в Киев привел воевода Свенельд. 
Роль Ярополка в гибели его отца Святослава среди историков остается дискуссионной. По мнению некоторых из них, Святослав зимовал в Белобережье, ожидая помощи из Киева, но Ярополк сознательно не отправил полки на помощь отцу, опасаясь лишиться власти. По другой версии, к такому шагу Ярополка склонило его окружение, опасавшееся возвращения Святослава.
После гибели Святослава великим князем на Руси стал Ярополк. О том, как он взаимодействовал с Олегом и Владимиром, летописи не сообщают. Ряд историков полагает, что Олег и Владимир признавали верховную власть Ярополка. Другие считают, что они были равноправными правителями. 
Правление Ярополка — время дипломатических контактов с германским императором Оттоном II: в 973 году русские послы посетили имперский съезд в Кведлинбурге — пасхальной встрече императора с высшей знатью. Историк А. Ю. Карпов отмечал, что участие русского посольства в праздновании Пасхи свидетельствует о симпатиях послов к христианству или даже о том, что они сами были христианами. Согласно немецкой «Генеалогии Вельфов», родственник императора граф Куно фон Энингэн (будущий герцог Швабии Конрад I) выдал замуж свою дочь за «короля ругиев». По одной из версий, Кунигунда стала женой князя Владимира после смерти его супруги, византийской царевны Анны. Другая версия связывает помолвку дочери Куно с Ярополком. С правлением Ярополка также связана чеканка первых найденных историками собственных монет Древнерусского государства, напоминающих арабские дирхемы — так называемые «псевдодирхемы Ярополка».
По данным Никоновской летописи, к Ярополку приходили послы из Рима от папы. О симпатиях Ярополка к христианству сообщает известная по выпискам историка В. Н. Татищева спорная Иоакимовская летопись:
«Ярополк же был муж кроткий и милостивый ко всем, любящий христиан, и хотя сам не крестился народа ради, но никому не запрещал… Ярополк нелюбим у людей, потому что христианам дал волю великую»
О крещении Ярополка после смерти его отца Святослава, негативно относившегося к христианству, могут свидетельствовать и другие, независимые летописные известия.

### Междоусобица и гибель

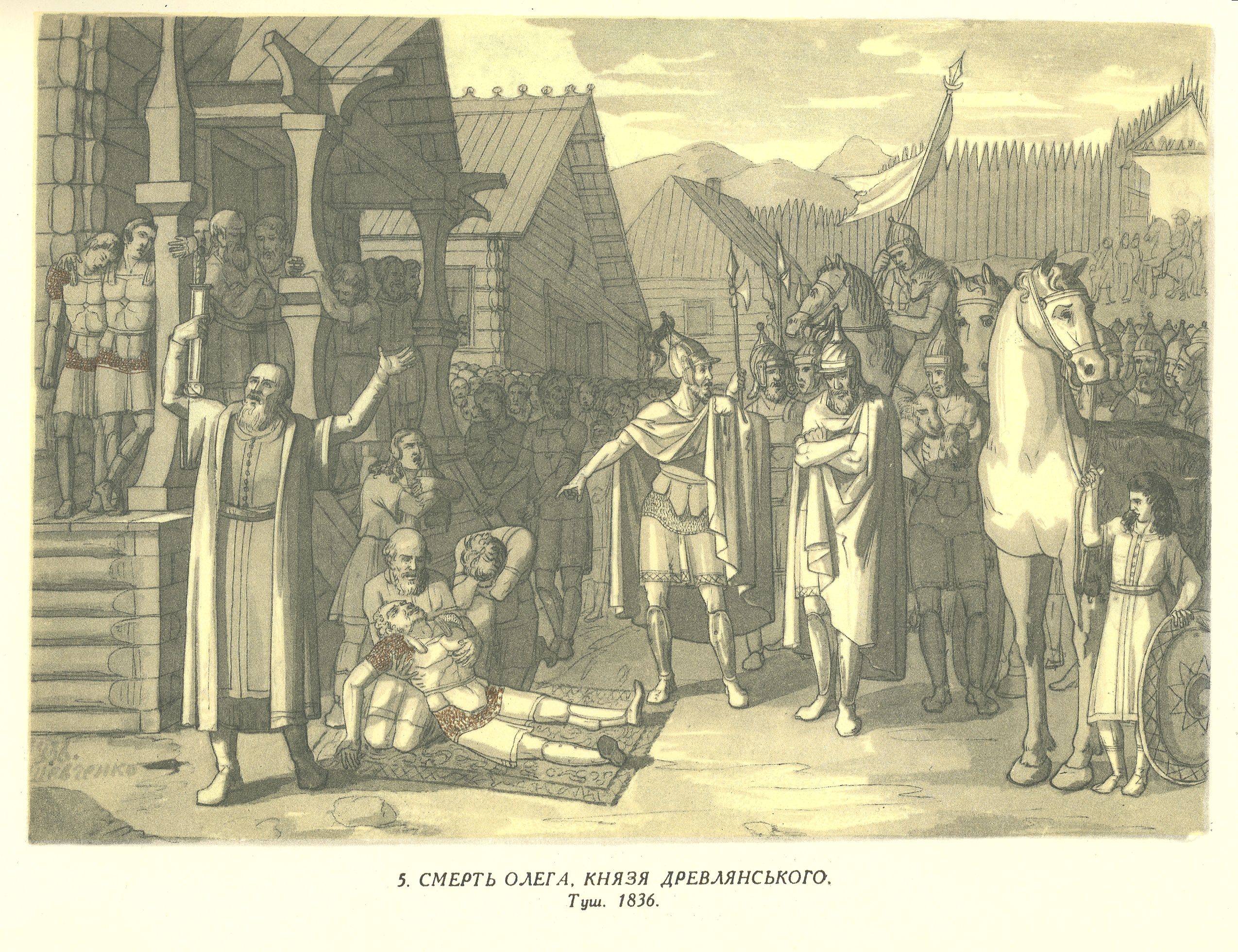
Шевченко Т. Г. Смерть Олега, князя древлянского

Вскоре после гибели Святослава между его сыновьями вспыхнула распря. По разным версиям, она началась в конце 973 года или в 975 году. Во владения Олега во время охоты вторгся Лют Свенельдич, знатный киевский боярин, сын воеводы Свенельда, пользовавшегося большим влиянием при дворе Ярополка. Узнав, кто именно охотится в его землях, Олег приказал убить Люта. Ряд историков выдвинул теорию, что действия Люта были намеренной провокацией, поскольку еще при князе Игоре Рюриковиче Свенельд собирал дань с древлян. То, что Лют охотился во владениях Олега открыто, могло быть воспринято как демонстративное посягательство на них.

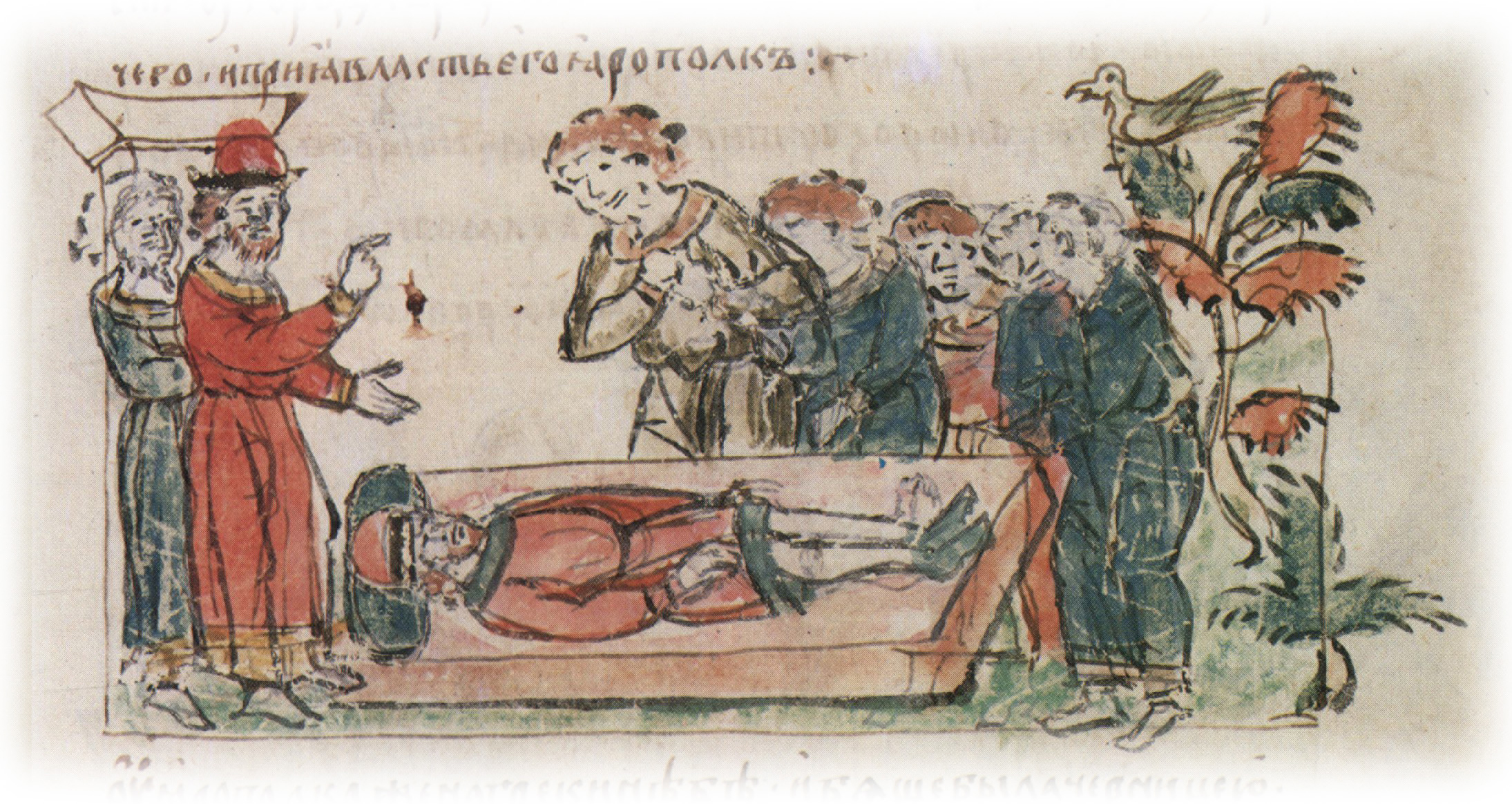
Оплакивание и погребение Олега Святославича у города Овруча

Узнав о гибели сына, Свенельд начал подстрекать Ярополка к войне с Олегом, говоря: «Пойди на брата своего, и примешь власть его». Какое-то время Ярополк отказывался выступить против брата, но спустя два года после убийства Люта Олегом он собрал войско и начал поход в землю древлян. Олег не стал укрываться за стенами города и встретил брата неподалёку от Вручего. В сражении войско Олега было разбито, он и его уцелевшие воины бросились к городским воротам. На мосту через ров возникла давка, воины, ища спасения в городе, сталкивали друг друга с моста. В ров упал и сам Олег. Вручий сдался Ярополку, который сразу начал разыскивать своего брата. Поиски ни к чему не привели, пока один из древлян не сказал: «Видел я вчера, как спихнули его с моста». Расчистив ров, воины Ярополка нашли тело Олега. Увидев его, Ярополк разрыдался. «Вот, — воскликнул он, обращаясь к Свенельду, — этого-то ты и хотел». Олега похоронили под стенами Вручего.
После известия о начале междоусобицы Владимир бежал из Новгорода «за море», а Ярополк стал правителем всего Древнерусского государства.

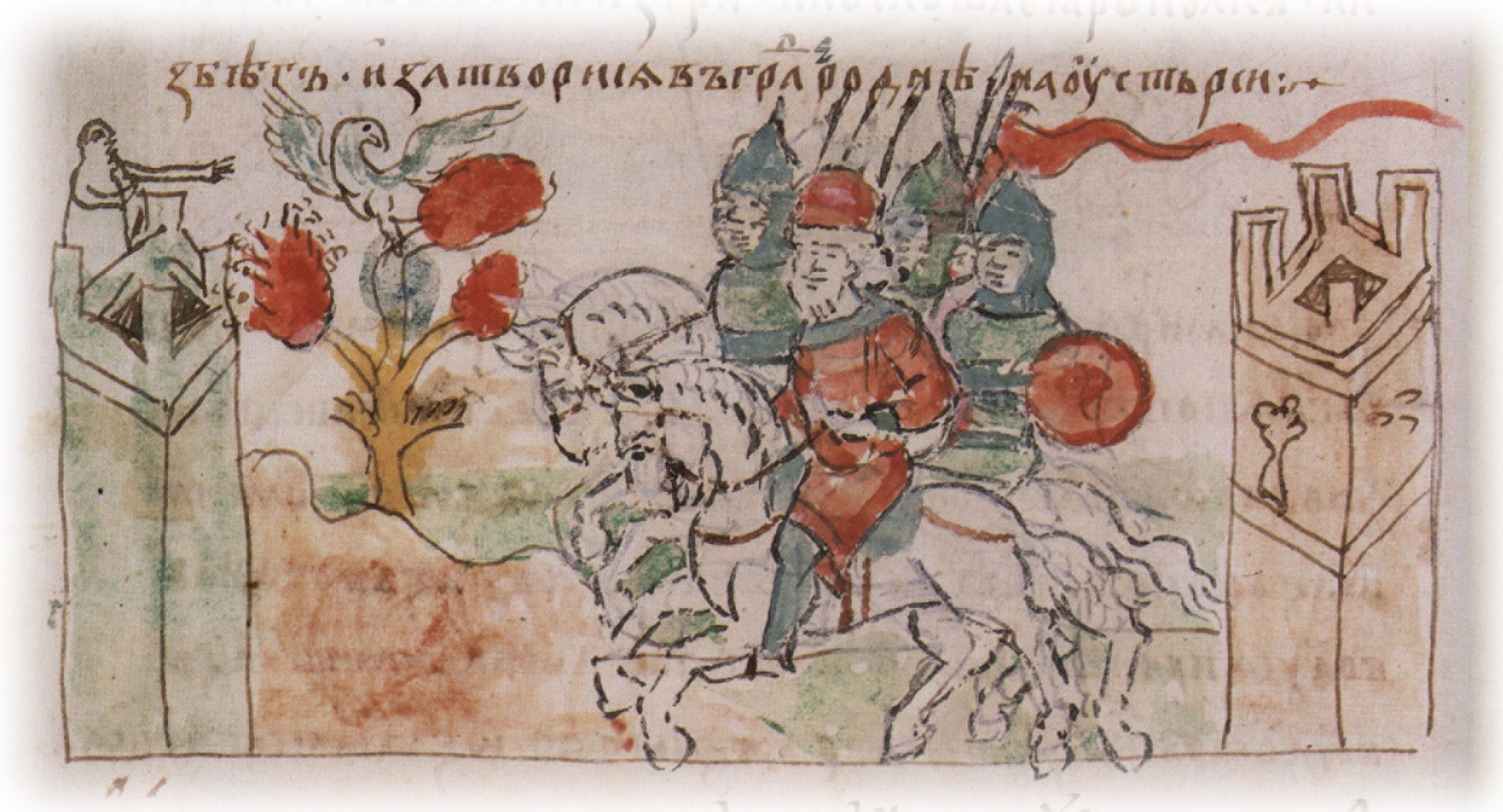
Отъезд Ярополка из Киева в город Родню

В 978 году Владимир вернулся на Русь с варяжским войском. Сначала он отбил Новгород, затем захватил Полоцк и после двинулся на Киев. В окружении Ярополка оказался изменник, воевода Блуд, который вступил в сговор с Владимиром. Блуд уговорил Ярополка покинуть Киев и укрыться в укреплённом городе Родне на реке Рось. После длительной осады в Родне начался голод. Блуд уверял Ярополка в том, что ему следует вступить в переговоры с Владимиром, который не намерен причинить ему никакого зла. В свою очередь отрок Варяжко убеждал своего князя Ярополка не выходить к Владимиру, так как Ярополка ожидает неминуемая гибель. Последний не внял предостережениям своего отрока, а Блуду всё-таки удалось убедить его вступить в переговоры с Владимиром. Когда Ярополк прибыл на переговоры к брату, два варяга «подняли его мечами под пазухи».

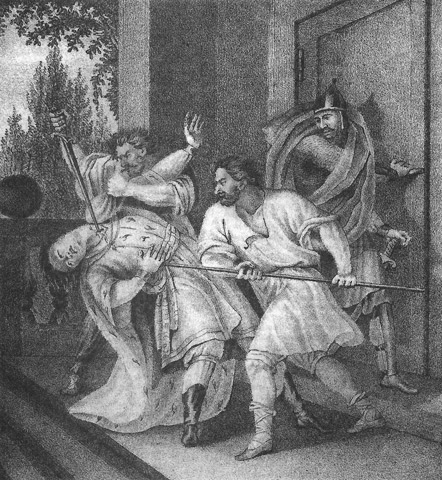
Убийство Ярополка. Худ. Б. А. Чориков.

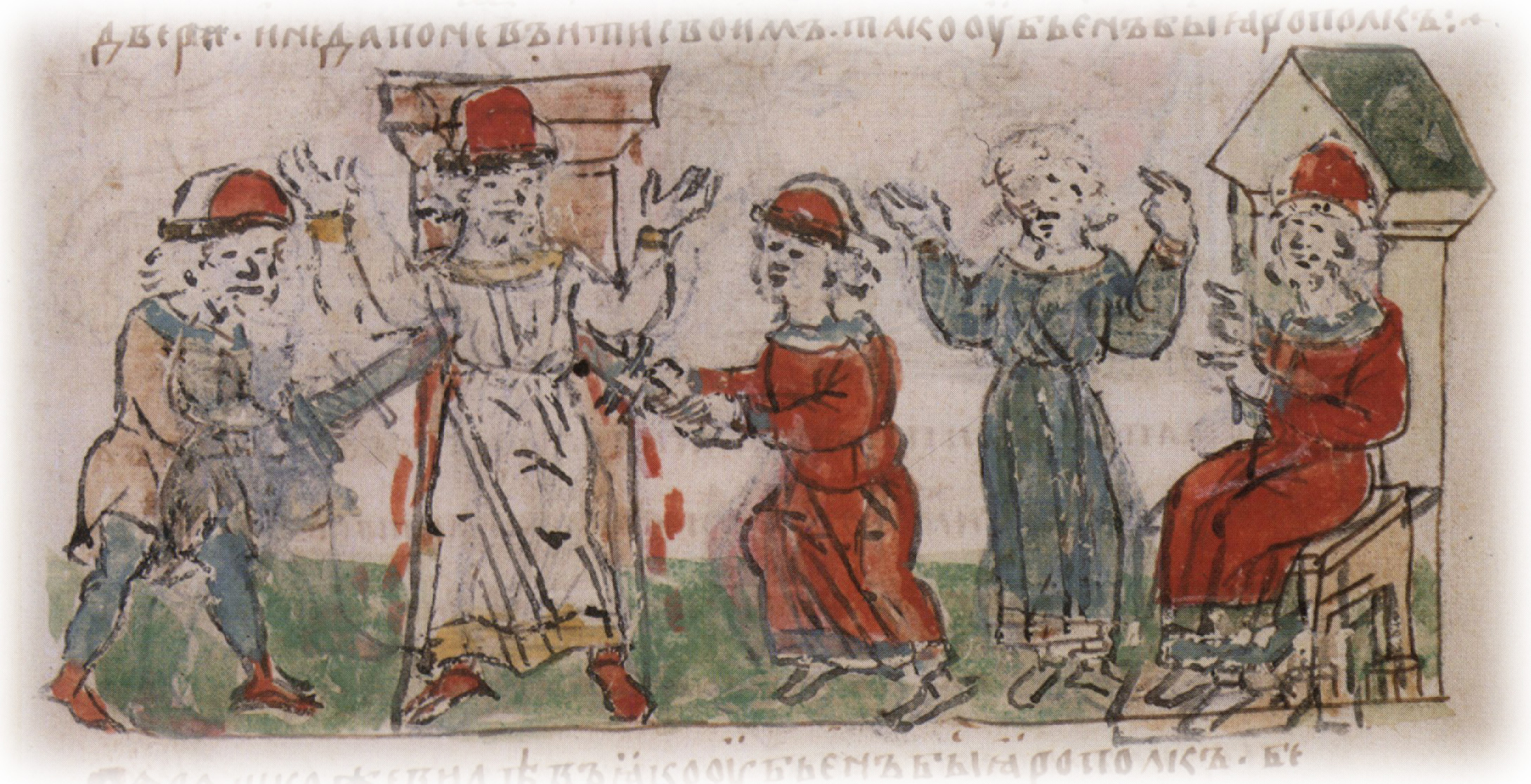
Убийство Ярополка по приказанию Владимира

«Повесть временных лет» датирует гибель Ярополка и вокняжение Владимира 980 годом. Более ранний документ «Память и похвала князю Владимиру» (Житие князя Владимира от монаха Иакова Черноризца) приводит точную дату вокняжения — 11 июня 978 года. Из ряда хронологических соображений историки признают вторую дату более вероятной. Скорее всего, убийство Ярополка произошло именно 11 июня.
В 1044 году племянник Ярополка, Ярослав Мудрый, велел вырыть из могилы кости дядьёв Ярополка и Олега, крестить их останки (запрещённое христианскими канонами деяние) и перезахоронить их рядом с Владимиром в Десятинной церкви в Киеве.

## Семья и дети
Согласно Повести временных лет, женой князя была некая бывшая греческая монахиня, захваченная в плен его отцом Святославом во время его походов. По этому источнику, князь Святополк Окаянный родился у гречанки от Ярополка, однако это дискуссионный вопрос. Более того — известно, что княжну Рогнеду Полоцкую сватали Ярополку, когда он был женат на гречанке. Из этого Карамзин делает вывод, что в те времена многоженство не было вне закона.

## В современной культуре
Образ в литературе
- В трагедии Александра Сумарокова «Ярополк и Димиза» (1768) с полностью вымышленным сюжетом действует киевский князь по имени Ярополк.
- Перу Якова Княжнина принадлежит трагедия «Владимир и Ярополк» (написана в 1772, опубликована в 1787).
- Ярополк Святославич упоминается в повести Ю. Д. Ячейкина «Божедар или Византийский двойник»[37].

Образ в кино
- «Сага древних булгар. Лествица Владимира Красное Солнышко» (2004, Россия). Режиссёр Булат Мансуров. В роли Ярополка Александр Филиппенко[38].
- «Викинг» (2016, Россия). Режиссёр Андрей Кравчук. В роли Ярополка — Александр Устюгов[39].

Образ в мультфильмах
- «Князь Владимир» (2006, Россия) режиссёр Юрий Кулаков, Ярополка озвучивает Анатолий Белый.